# Apostolska nunciatura v Peruju
Apostolska nunciatura v Peruju je diplomatsko prestavništvo (veleposlaništvo) Svetega sedeža v Peruju, ki ima sedež v Limi.
Trenutno (avgust 2011) je mesto nezasedeno.

## Seznam apostolskih nuncijev
- Serafino Vannutelli (23. julij 1869–10. september 1875)
- Mario Mocenni (14. avgust 1877–28. marec 1992)
- Pietro Gasparri (2. januar 1898–25. april 1901)
- Angelo Maria Dolci (7. december 1906]] - september [[1910)
- Lorenzo Lauri (5. januar 1917–25. maj 1921)
- Joseph Petrelli (maj [[1921–1926)
- Gaetano Cicognani (15. junij 1928–13. junij 1935)
- Fernando Cento (26. julij 1936–9. marec 1946)
- Giovanni Panico (28. september 1948–14. november 1953)
- Francesco Lardone (1953–1959)
- Romolo Carboni (2. september 1959–26. april 1969)
- Luigi Poggi (21. maj 1969–1. avgust 1973)
- Carlo Furno (1. avgust 1973–25. november 1978)
- Mario Tagliaferri (15. december 1978–20. julij 1985)
- Luigi Dossena (30. december 1985–2. marec 1994)
- Fortunato Baldelli (23. april 1994–19. junij 1999)
- Rino Passigato (17. julij 1999–8. november 2008)
- Bruno Musarò (5. januar 2009–6. avgust 2011)
- James Patrick Green (15. oktober 2011–6. april 2017)
- Nicola Girasoli (16. junij 2017]] - )